# رکورد ماراتن جهانی

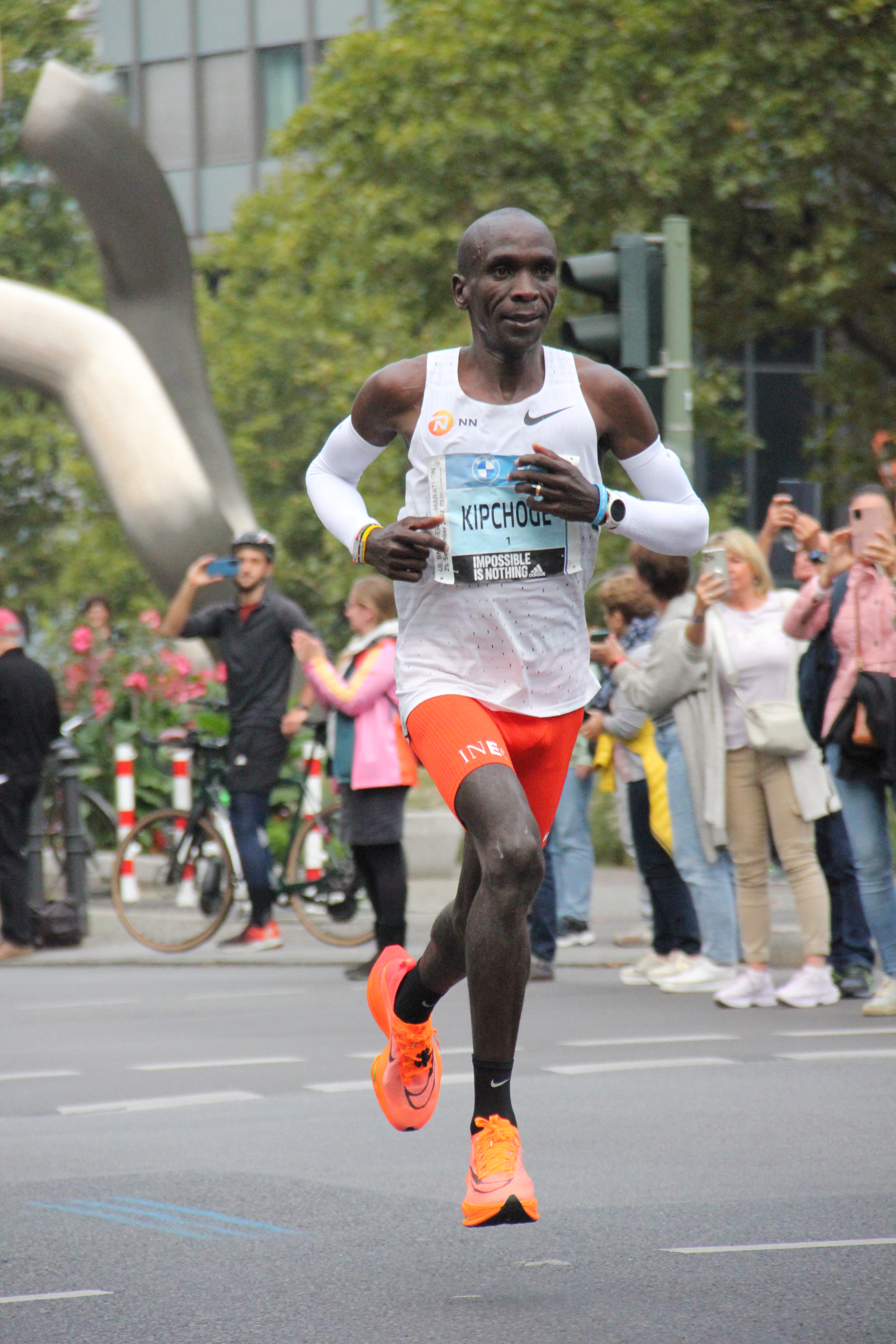
الیود کیپچوگه در دوی رکورد جهانی خود در ماراتن ۲۰۲۲ برلین با ۲:۰۱:۰۹

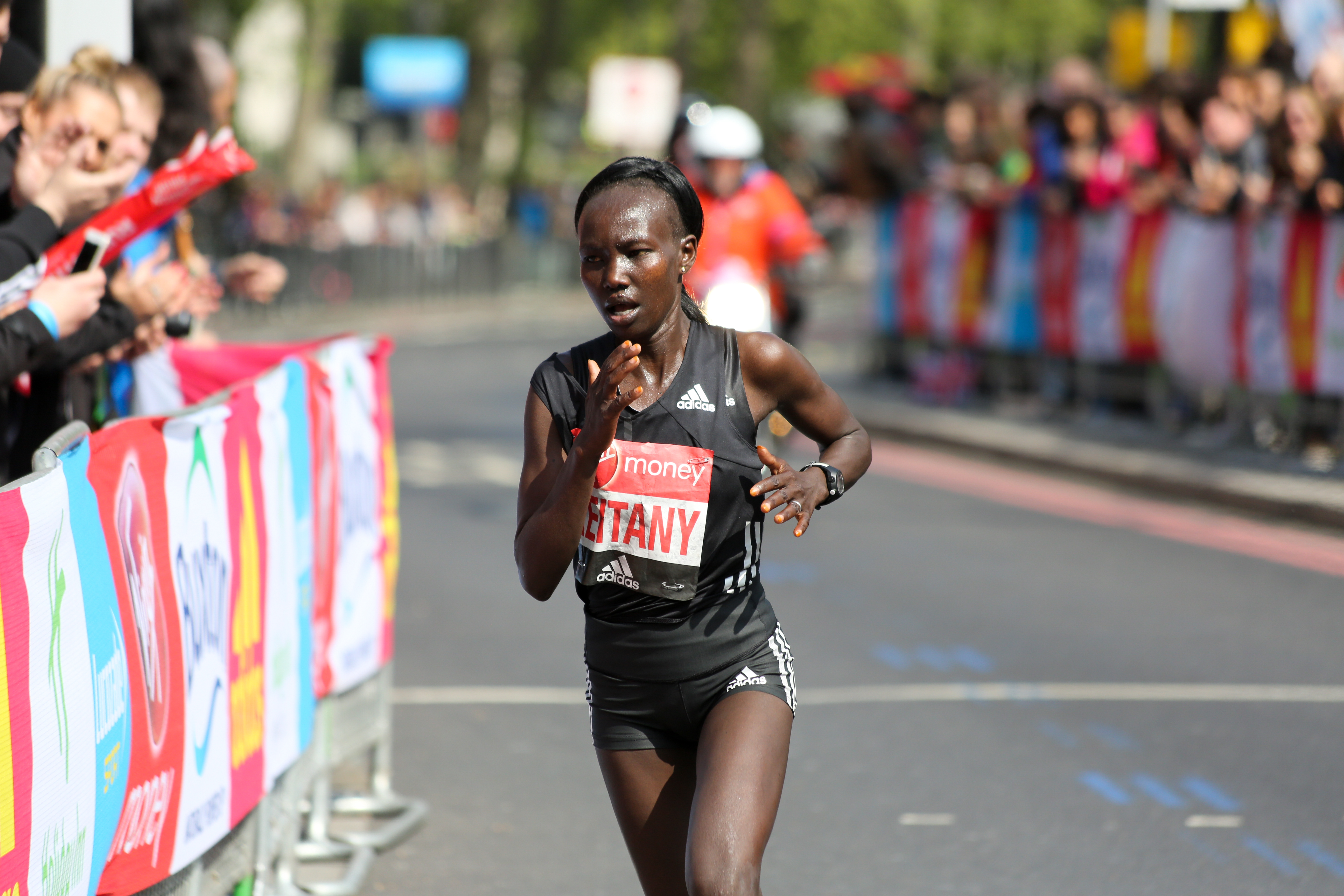
مری کیتانی در طول رکورد جهانی خود در ماراتن لندن ۲۰۱۷ (فقط بانوان) با ۲:۱۷:۰۱

این لیست بیانگر رکوردهای جدید برای دو ماراتن است. رکوردهای جهانی در ماراتن اکنون توسط اتحادیه بین‌المللی فدراسیون‌های دو و میدانی، نهاد بین‌المللی حاکم بر ورزش دو و میدانی، مدیریت می‌شود.
کلوین کیپتوم کنیایی در ۸ اکتبر ۲۰۲۳ در ماراتن شیکاگو ۲۰۲۳ رکورد جهانی مردان را در ۲:۰۰:۳۵ ثبت کرد.
دو و میدانی جهانی دو رکورد جهانی را برای زنان به رسمیت می‌شناسد، زمان ۲:۱۴:۰۴ که توسط بریجید کوسگی در ۱۳ اکتبر ۲۰۱۹، در طول ماراتن شیکاگو، که به صورت مختلط مردان و زنان با هم به رقابت می‌پردازند ثبت کرده، همین‌طور یک رکورد «فقط زنان» را نیز برای مری کیتانی، در ۲۳ آوریل ۲۰۱۷، به ثبت رسانده.